# Exoteologia
L'Exoteologia és un concepte encunyat a la dècada de 1960 o a principis de la de 1970 per a l'examen de qüestions teològiques relacionades amb la vida extraterrestre. Es tracta principalment de conjectures sobre les possibles creences teològiques que podrien tenir els extraterrestres o de com les teologies humanes es veurien influenciades per l'evidència o interacció amb vida extraterrestre.
Un dels temes principals de l'exoteologia és la concepció d'extraterrestres amb sintència i ànima com a experiment mental per a l'examen d'una teologia determinada, majoritàriament la cristiana, tot i que a vegades també la jueva.

## En el cristianisme
L'escriptor cristià Clive Staples Lewis contemplava a la dècada de 1950, en un article del diari Christian Herald, la possibilitat que el Jesucrist s'encarnés en mons extraterrestres, o bé que Déu pogués idear plans de salvació diferents als establerts pels humans.
El teòleg luterà Ted Peters va defensar el 2003 que la possibilitat de vida extraterrestre no era una amenaça per al dogma cristià. Peters diu que la teologia medieval s'havia plantejat sovint la possibilitat que Déu hagués creat múltiples mons, tal com ho havien plantejat també els anteriors Pares de l'Església en la discussió de les Antípodes.
El teòleg catòlic Corrado Balducci va discutir sovint la qüestió als mitjans de comunicació populars italians i l'any 2001 va publicar una declaració titulada Ovnis i extraterrestres: un problema per a l'Església? En una declaració de 2008, José Gabriel Funes, cap de l'Observatori Vaticà, va dir: "Així com hi ha una multiplicitat de criatures a la terra, també hi poden haver altres éssers, fins i tot intel·ligents, creats per Déu. Això no és en contrast amb la nostra fe perquè no podem posar límits a la llibertat creativa de Déu".
Les organitzacions més petites també tenen tractaments similars de passada en els seus escrits clau: la Ciència Cristiana i el Curs de Miracles tracten els extraterrestres com a éssers espirituals germans en una experiència física no absoluta. El fundador de la primera va afirmar que "L'univers de l'Esperit està poblat d'éssers espirituals,...", i Emanuel Swedenborg va escriure: "Qualsevol amb un intel·lecte sòlid pot saber per moltes consideracions que hi ha nombrosos mons amb persones al seu interior. El pensament racional porta a la conclusió que cossos massius com els planetes, alguns dels quals són més grans que la nostra terra, no són masses buides creades només per vagar sense rumb al voltant del sol i brillar amb la seva feble llum en un planeta. No, han de tenir un propòsit molt més gran que això... Què seria un planeta per a Déu, que és infinit, i per a qui milers, o fins i tot desenes de milers de planetes, tots plens d'habitants, serien una qüestió tan insignificant que gairebé no seria res?"

## En el judaisme
El rabí Aryeh Kaplan, que també era físic, es va inclinar per la creença en la vida extraterrestre, tot citant autoritats jueves com ara el filòsof medieval i rabí Chasdai Crescas (Ohr Hashem 4:2) i el cabalista del segle XVIII Rabí Pinchas Eliyahu Horowitz (Sefer HaBris). Kaplan diu: "Per tant, trobem la tesi bàsica del Sefer HaBris recolzada per una sèrie d'afirmacions clares dels nostres savis. Fins i tot pot haver-hi altres formes de vida intel·ligent a l'univers, però aquestes formes de vida no tenen lliure albir i, per tant, no tenen responsabilitat moral» Kaplan també cita Jutges 5:23 ("Maleït sigui Meroz..."), sobre el qual Rashi, el principal comentarista medieval, va dir: "Alguns diuen que [Meroz] era un planeta, i alguns diuen que [Meroz] era una persona destacada que estava a prop de la zona de batalla i, tanmateix, no va venir [a intervenir]".
El rabí Norman Lamm, antic rector de la Universitat Yeshiva, també va escriure sobre aquest tema, dient que si s'havia de confirmar l'existència de vida extraterrestre, els estudiosos religiosos havien de revisar els supòsits anteriors en sentit contrari. Tampoc ell no descarta aquesta possibilitat des d'un punt de vista ortodox.
Es diu que el rabí Joseph B. Soloveitchik va comentar que la vida extraterrestre només reflectiria la grandesa de Déu, que supera la comprensió mortal, sense contradir el paper del poble jueu de seguir la Torà i així de complir la voluntat de Déu a la terra.

## En l'islam
Depenent de les sures citades, l'Alcorà (27:65) semblaria acceptar la idea d'extraterrestres que, com els humans, serien també subjectes a un judici diví.